# Lluís Marín Tarroch
Lluís Marín Tarroch (ur. 12 października 1988 w Andorze) – andorski snowboardzista, specjalizujący się w snowcrossie. Po raz pierwszy na arenie międzynarodowej pojawił się 21 marca 2005 roku w La Molina, zajmując trzynaste miejsce w gigancie równoległym na mistrzostwach Hiszpanii. W Pucharze Świata zadebiutował 13 września 2008 roku w Chapelco, gdzie nie ukończył rywalizacji w snowcrossie. Na podium zawodów pucharowych po raz pierwszy stanął 16 marca 2012 roku w Valmalenco, kończąc rywalizację na trzeciej pozycji. W zawodach tych wyprzedzili go jedynie Niemiec Konstantin Schad i Rosjanin Andriej Bołdykow. Najlepsze wyniki w osiągnął w sezonie 2015/2016, kiedy to zajął ósme miejsce w klasyfikacji generalnej snowcrossu. W 2010 roku wystartował na igrzyskach olimpijskich w Vancouver, gdzie zajął 34. miejsce. Na rozgrywanych cztery lata później igrzyskach w Soczi zajął 25. miejsce. Był też między innymi ósmy na mistrzostwach świata w Kreischbergu w 2015 roku.

## Osiągnięcia

### Igrzyska olimpijskie
| Miejsce | Dzień     | Rok  | Miejscowość | Konkurencja    | Zwycięzca       |
| ------- | --------- | ---- | ----------- | -------------- | --------------- |
| 34.     | 15 lutego | 2010 | Vancouver   | Snowboardcross | Seth Wescott    |
| 25.     | 18 lutego | 2014 | Soczi       | Snowboardcross | Pierre Vaultier |

### Mistrzostwa świata
| Miejsce | Dzień       | Rok  | Miejscowość   | Konkurencja       | Zwycięzca          |
| ------- | ----------- | ---- | ------------- | ----------------- | ------------------ |
| 15.     | 18 stycznia | 2009 | Gangwon       | Snowboardcross    | Markus Schairer    |
| DNS     | 20 stycznia | 2009 | Gangwon       | Gigant równoległy | Jasey-Jay Anderson |
| 21.     | 26 stycznia | 2013 | Stoneham      | Snowboardcross    | Alex Pullin        |
| 8.      | 16 stycznia | 2015 | Kreischberg   | Snowboardcross    | Luca Matteotti     |
| 28.     | 12 marca    | 2017 | Sierra Nevada | Snowboardcross    | Pierre Vaultier    |
| 14.     | 1 lutego    | 2019 | Solitude      | Snowboardcross    | Mick Dierdorff     |

### Puchar Świata

#### Miejsca w klasyfikacji generalnej SBX
- sezon 2008/2009: 53.
- sezon 2009/2010: 56.
- sezon 2010/2011: 37.
- sezon 2011/2012: 15.
- sezon 2012/2013: 27.
- sezon 2013/2014: 23.
- sezon 2014/2015: 12
- sezon 2015/2016: 8.
- sezon 2016/2017: 23.

#### Miejsca na podium w zawodach
1. Valmalenco – 16 marca 2012 (snowboardcross) – 3. miejsce
2. Feldberg – 24 stycznia 2016 (snowboardcross) - 3. miejsce